# Gino Pagnani
Gino Pagnani, all'anagrafe Luigi Pagnani Fusconi (Roma, 31 luglio 1927 – Magliano Sabina, 10 aprile 2010), è stato un attore e doppiatore italiano.

## Biografia
È apparso per la prima volta nel film Il professor Matusa e i suoi hippies (1968), accanto a Gigliola Cinquetti, Little Tony e Caterina Caselli.  Verrà poi Ma chi t'ha dato la patente?, film del 1970 diretto da Nando Cicero, con Franco e Ciccio, dove interpreta il responsabile esaminatore della motorizzazione civile.
La sua sarà una presenza ricorrente nei film della coppia siciliana.
Nel 1972 ha lavorato con Mariano Laurenti per la realizzazione di un cult della commedia sexy all'italiana, Quel gran pezzo dell'Ubalda tutta nuda e tutta calda, nel ruolo di Mastro Deodato. La commedia sexy sarà il suo nuovo habitat. Ha sempre ricoperto ruoli piccoli o marginali, di lui si hanno poche notizie, ma ha preso parte a numerose pellicole, diventando una delle facce più note dei caratteristi italiani, interpretando quasi sempre il ruolo di uomo integerrimo e formale, almeno in apparenza.
Pagnani era  tra i caratteristi del programma di varietà televisivo Quantunque io, del 1977.
Nella sua ultima apparizione cinematografica ne L'allenatore nel pallone, del 1984, ha interpretato il dottor Socrates.

## Filmografia
- Il professor Matusa e i suoi hippies, regia di Luigi De Maria (1968)
- Ma chi t'ha dato la patente?, regia di Mariano Laurenti (1970)
- Contestazione generale, regia di Luigi Zampa (1970)
- Una prostituta al servizio del pubblico e in regola con le leggi dello stato, regia di Italo Zingarelli (1970)
- Due bianchi nell'Africa nera, regia di Bruno Corbucci (1970)
- Ma che musica maestro, regia di Mariano Laurenti (1971)
- Il clan dei due Borsalini, regia di Giuseppe Orlandini (1971)
- Armiamoci e partite!, regia di Nando Cicero (1971)
- Continuavano a chiamarli i due piloti più matti del mondo, regia di Mariano Laurenti (1972)
- Continuavano a chiamarli... er più e er meno, regia di Giuseppe Orlandini (1972)
- Canterbury proibito, regia di Italo Alfaro (1972)
- Quel gran pezzo dell'Ubalda tutta nuda e tutta calda, regia di Mariano Laurenti (1972)
- La signora è stata violentata, regia di Vittorio Sindoni (1973)
- Il sergente Rompiglioni, regia di Pier Giorgio Ferretti (1973)
- La vedova inconsolabile ringrazia quanti la consolarono, regia di Mariano Laurenti (1973)
- Il magnate, regia di Giovanni Grimaldi (1973)
- Lo chiamavano Tresette... giocava sempre col morto, regia di Giuliano Carnimeo (1973)
- Ku-Fu? Dalla Sicilia con furore, regia di Nando Cicero (1973)
- Giovannona Coscialunga disonorata con onore, regia di Sergio Martino (1973)
- La principessa sul pisello, regia di Piero Regnoli (1973)
- Bisturi - La mafia bianca, regia di Luigi Zampa (1973)
- Bella, ricca, lieve difetto fisico, cerca anima gemella, regia di Nando Cicero (1973)
- L'eredità dello zio buonanima, regia di Alfonso Brescia (1974)
- Piedino il questurino, regia di Franco Lo Cascio (1974)
- Farfallon, regia di Riccardo Pazzaglia (1974)
- Di Tresette ce n'è uno, tutti gli altri son nessuno, regia di Giuliano Carnimeo (1974)
- Amore mio non farmi male, regia di Vittorio Sindoni (1974)
- Il giustiziere di mezzogiorno, regia di Mario Amendola (1975)
- Gente di rispetto, regia di Luigi Zampa (1975)
- L'educanda, regia di Franco Lo Cascio (1975)
- Amore mio spogliati... che poi ti spiego!, regia di Fabio Pittorru e Renzo Ragazzi (1975)
- Colpita da improvviso benessere, regia di Franco Giraldi (1975)
- Due cuori, una cappella, regia di Maurizio Lucidi (1975)
- Pronto ad uccidere, regia di Franco Prosperi (1976)
- La professoressa di scienze naturali, regia di Michele Massimo Tarantini (1976)
- Cuginetta... amore mio!, regia di Bruno Mattei (1976)
- La clinica dell'amore, regia di Renato Cadueri (1976)
- Classe mista, regia di Mariano Laurenti (1976)
- La cameriera nera, regia di Mario Bianchi (1976)
- Ah sì?... E io lo dico a Zzzorro!, regia di Franco Lo Cascio (1976)
- Il marito in collegio, regia di Maurizio Lucidi (1977)
- L'avvocato della mala, regia di Alberto Marras (1977)
- Scherzi da prete, regia di Pier Francesco Pingitore (1978)
- Sabato, domenica e venerdì, regia di Castellano e Pipolo, Pasquale Festa Campanile e Sergio Martino (1979)
- L'albero della maldicenza, regia di Giacinto Bonacquisti (1979)
- L'infermiera nella corsia dei militari, regia di Mariano Laurenti (1979)
- L'insegnante al mare con tutta la classe, regia di Michele Massimo Tarantini (1980)
- Con la zia non è peccato, regia di Giuseppe Pulieri (1980)
- Ciao marziano, regia di Pier Francesco Pingitore (1980)
- Zucchero, miele e peperoncino, regia di Sergio Martino (1980)
- La dottoressa di campagna, regia di Mario Bianchi (1981)
- La dottoressa preferisce i marinai, regia di Michele Massimo Tarantini (1981)
- L'allenatore nel pallone, regia di Sergio Martino (1984)

## Doppiaggio

### Film
- Frank Morgan in Il mago di Oz (ridoppiaggio 1982)
- Ernest Borgnine in Laser Mission, L'isola di Jeremy
- Jofre Soares in Bye Bye Brasil
- Hal Hopper in Lorna
- Peter Cook in Barbagialla, il terrore dei sette mari e mezzo
- Ned Beatty in Agente Porter al servizio di Sua Maestà
- M. Emmet Walsh in Retroactive - Non toccate il passato
- Al White in Red Scorpion - Scorpione rosso
- Jack Weston in Avventurieri ai confini del mondo
- Franklin Pangborn in Carioca (ridoppiaggio)
- Erick Rhodes in Cerco il mio amore (ridoppiaggio)
- Russell Hicks in Un comodo posto in banca (ridoppiaggio)
- John Emery in I senza Dio (ridoppiaggio TV)
- James Finlayson in Allegri gemelli (ridoppiaggio 1985)
- Akihiko Hirata in Distruggete Kong! La Terra è in pericolo!
- Howard Ross in Number One
- Voce narrante in Beneath the Valley of the Ultra-Vixens

### Film d'animazione
- Cuoco in Asterix contro Cesare
- Yoghi in Yoghi e l'invasione degli orsi spaziali
- Dobrogi in Mattia l'astuto e l'oca
- Saruta in L'uccello di fuoco 2772
- Foghorn Leghorn in Cercasi il coniglio pasquale
- Barney Rubble in I pronipoti incontrano gli antenati
- Il presidente in Wicked City - La città delle bestie incantatrici
- Dan in Crusher Joe
- L'infermiere in Una tomba per le lucciole
- Rasputin in Top Cat e i gatti di Beverly Hills

### Film Tv
- John Abineri in Death Train

### Serie televisive
- Ron Masak in La signora in giallo
- Richard Paul in La signora in giallo
- Napoleon Whiting in La grande vallata
- William Windom in Fra nonni e nipoti
- Larry D. Mann in Una famiglia... si fa per dire
- Ewen Solon in Doctor Who
- Jean Heselmans in Il tesoro del castello senza nome

### Soap opera e telenovelas
- Gianfrancesco Guarnieri in Doppio imbroglio
- Luìs Calderòn in La provinciale
- Humberto Tancredi in La passione di Teresa
- Enrique Benshimol in Marta
- Roberto Pieri in Rosa... de lejos

### Cartoni animati
- Personaggi Vari in Johnny Bravo
- Lo Spaventapasseri in Il mago di Oz
- Yoghi in La caccia al tesoro di Yoghi e La corsa spaziale di Yoghi (1ª edizione)
- Barney Rubble in I Flintstones (3 voce)
- Personaggi vari in Lupo de' Lupis (edizione anni '80)
- Burger Bass in DuckTales - Avventure di paperi (2ª voce)
- Grande Puffo in I Puffi (2ª voce)
- Droopy in Tom & Jerry Kids  (1ª voce)
- George in George della giungla
- Fozzie in Muppet Show
- Pinotto in Gianni e Pinotto
- Zilly in Dastardly e Muttley e le macchine volanti
- Monkian in Thundercats
- Voce narrante in Dragon's Lair
- Thurston Howell III in L'isola delle 1.000 avventure, Il pianeta delle 1.000 avventure
- Zio Ulcera Addams in La famiglia Addams
- Papà e Tigre in Le avventure di Fievel
- Igor in Potsworth & Co.
- Wilford in Kwicky Koala
- Artiglio Pazzo in Artiglio Pazzo
- Flashback e Hotwing in SilverHawks
- Daniele in The Bluffers
- Magilla Gorilla in Hanna & Barbera Robot: Fender Bender 500
- Nonno in Tom e Vicky
- Track in Tommy & Track
- Sharky in Sharky & George
- Sir Cedric in Grisù il draghetto
- Bricolage in Reporter Blues
- Flip in L'ape Maia
- Voce narrante in Vicky il vichingo
- Wolf Pepperpot, Saetta e Aceto in Lo strano mondo di Minù
- Jean Daas in Il fedele Patrash
- Nonno in Conan, il ragazzo del futuro
- Sig.Forrester in Il cucciolo (2ª voce)
- Voce narrante e Bem (primo doppiaggio) in Bem
- Gori in Pat, la ragazza del baseball
- Frank Miller in Rocky Joe, il campione
- Mamoki in Le avventure di Lupin III (2ª edizione)
- Boss in UFO Robot Goldrake (2ª voce)
- Toragoro in Daltanious (1^ voce)
- Zanga e Gorosky in Astro Robot contatto Ypsylon

## Doppiatori italiani
- Bruno Persa in Ma chi t'ha dato la patente?
- Michele Gammino in Contestazione generale
- Renato Mori in Pronto ad uccidere
- Ferruccio Amendola in Due cuori, una cappella
- Arturo Dominici in Il magnate
- Antonio Guidi in Gente di rispetto